# Жан Темплін
Жан Темплін (при народженні — Януш Темплін) (фр. Jean Templin / пол. Janusz Templin; нар. 14 грудня 1928, Барановичі, Новогрудське воєводство, Польща — пом. 23 листопада 1980, Вандевр-ле-Нансі, Франція) — французький футболіст польського походження, нападник. Автор одного із забитих м'ячів у фіналі першого розіграшу Кубку європейських чемпіонів.

## Життєпис
Народився у 1928 року на території сучасної Білорусі, у місті Барановичі (на той час – Новогрудське воєводство Польської Республіки).
Розпочинав кар'єру гравця в французькому аматорському клубі «Вілфранш Божоле». У 1950 році перейшов до клубу вищої ліги «Реймс». У складі «Реймса» зіграв понад 150 матчів і двічі ставав чемпіоном Франції, а також виграв Латинський кубок у 1953 році. У сезоні 1955/56 разом із клубом став учасником першого розіграшу Кубку європейських чемпіонів, де дійшов до фіналу, в якому «Реймс» поступився іспанському клубу «Реал Мадрид» з рахунком 3:4, а сам Темплін став автором другого голу своєї команди на 10-ій хвилині матчу. Після закінчення сезону залишив «Реймс» і в сезоні 1956/57 років виступав за інший клуб Ліги 1 «Ланс». У 1957 році перейшов до «Нансі», з яким у тому ж сезоні став переможцем Ліги 2, але після одного сезону в Лізі 1, повернувся до другої ліги. Завершив кар'єру після закінчення сезону 1959/60 років.

## Досягнення
«Реймс»
- Ліга 1
  -  Чемпіон (2): 1952/53, 1954/55

- Суперкубок Франції
  -  Володар (1): 1955

- Кубок Шарля Драго
  -  Володар (1): 1954

- Латинський кубок
  -  Володар (1): 1953

- Кубок європейських чемпіонів
  -  Фіналіст (1): 1955/56

«Нансі»
- Ліга 2
  -  Чемпіон (1): 1957/58